# كأس تونس 1993–94
كأس تونس لكرة القدم 1993-1994 هو الموسم رقم 38 منذ الاستقلال وال63 منذ إنشائه من كأس تونس لكرة القدم.

فاز بهذا الموسم المستقبل الرياضي بالمرسى، وجاء ثانيا النجم الرياضي الساحلي.

## روابط خارجية
- الموقع الرسمي للجامعة التونسية لكرة القدم.